# El-Hiba
El-Hiba (alternativo: el-Hibeh; Arabo الحيبة) è nome moderno della antica città egizia di Taiu-djayet
| t | A | i | i | w | DA | i | i | t · niwt |

t3yw d3yt

facente parte del 18º distretto dell'Alto Egitto, conosciuta anche con il nome di Tendjoi, e attualmente inserita nel governatorato di Beni Suef.
La città, il cui nome originale significa i loro muri in riferimento alla massiccia cerchia muraria che la circondava fu nota in epoca copta come Teudjo e durante il periodo greco e romano come Ankyronpolis.
Nel periodo di tempo tra la fine della XX dinastia e la XXII dinastia el-Hiba fu una città di frontiera che segnava la divisione tra l'Egitto controllato da sovrani regnanti da Tanis e le regioni governate dal clero tebano di Amon attraverso la figura del Primo Profeta. A tale periodo risalgono le mura che trasformarono la città in una fortezza.  Sui mattoni usati per la costruzione sono stati rilevati i nomi di Primi Profeti Herihor, Pinedjem I e Menkheperra.
Nel corso della XXII dinastia Sheshonq I costruì un tempio dedicato ad Amon sulle cui pareti venne incisa la lista delle città conquistate durante la prima campagna di vittorie in Palestina. La decorazione del tempio venne poi completata dal figlio, Osorkon I.